# Roudenhaff (Pétange)
Pour les articles homonymes, voir Roudenhaff.
Roudenhaff, , (en français La ferme rouge),  est un hameau de la commune luxembourgeoise de Pétange, situé dans le canton d'Esch-sur-Alzette.
Elle est située dans la section de Rodange, le long de la frontière française, bordant la route allant vers Lasauvage et vers le Fond-de-Gras.

## Patrimoine

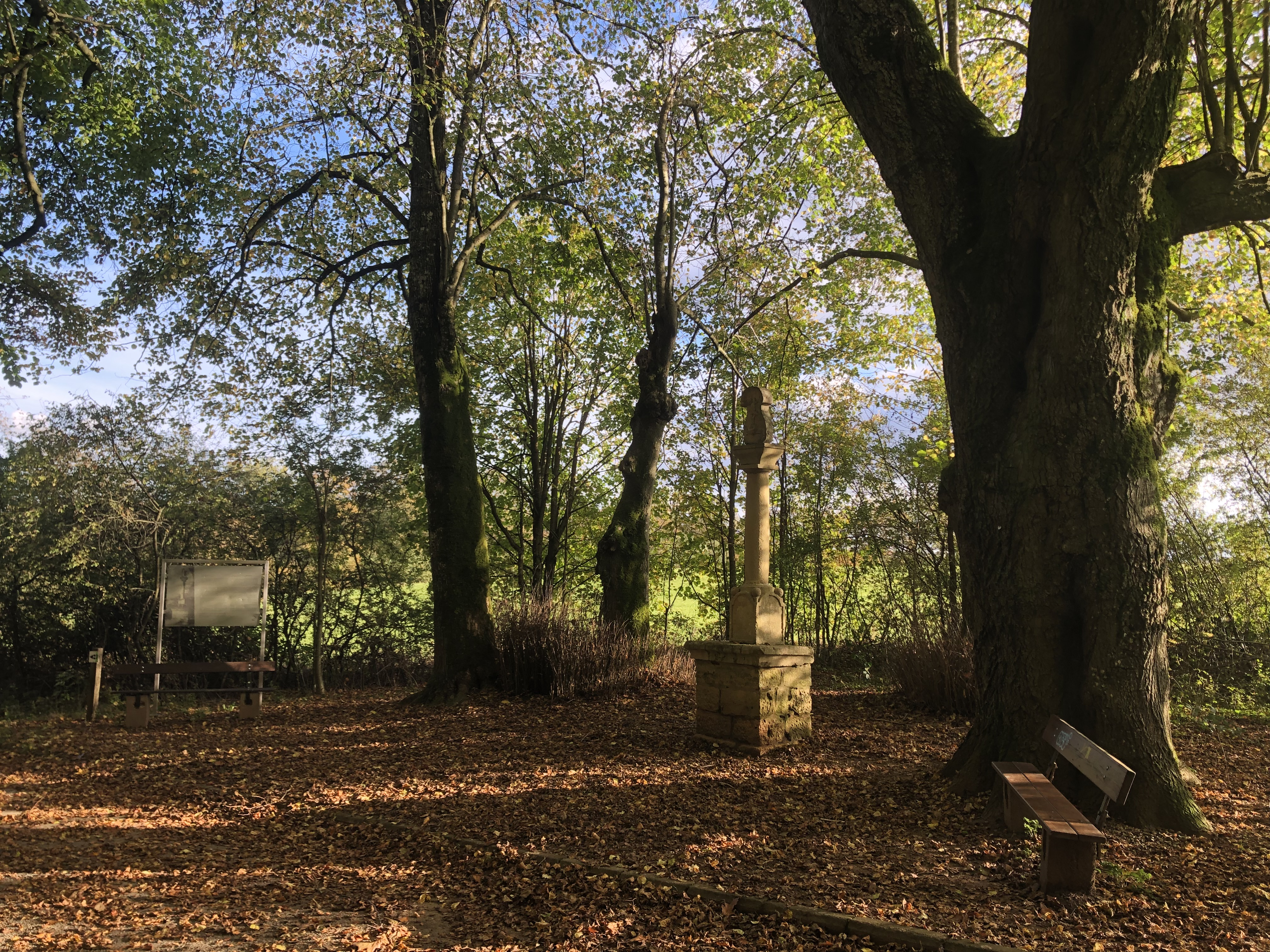
La Fransousekraïz et le site du massacre de Differdange.

C'est à quelques centaines de mètres à l'est de la ferme que se trouve là Fransousekraïz (la « croix des Français » en luxembourgeois), qui commémore le massacre de Differdange, lors duquel plusieurs dizaines de civils furent assassinés le 17 avril 1794 par l'armée révolutionnaire française pendant la seconde annexion française des États de Belgique.
Depuis un arrêté du Conseil de Gouvernement du 23 juillet 2021, la Ferme rouge est classée monument national.